# صمت إذاعي
الصمت الإذاعي أو الصمت الراديوي (بالإنجليزية:  radio silence)‏ أو التحكم في الانبعاثات (بالإنجليزية: Emissions Control)‏ في الاتصال عن بعد هو الوضع الذي يُطلب فيه من جميع المحطات الإذاعية الثابتة أو المتنقلة في منطقة ما أن تتوقف عن الإرسال لأسباب تتعلق بالسلامة أو الأمن.
قد يشمل مصطلح «المحطة الإذاعية» أي شيء قادر على بث إشارة لاسلكية. وقد تبقى سفينة واحدة أو طائرة أو مركبة فضائية أو مجموعة منها على الصمت الإذاعي.

## بروتوكول الإذاعة البرية
يوصي بروتوكول الحياة البرية بأن تقوم تلك المحطات القادرة على الإذاعة البرية بمراقبة التردد الأساسي (والثانوي، إن أمكن) كل ثلاث ساعات ابتداءً من الساعة 7 صباحًا، بالتوقيت المحلي، ولمدة 5 دقائق بدءًا من رأس كل ساعة، أو حتى بشكل مستمر.

## الخدمة البحرية المتنقلة

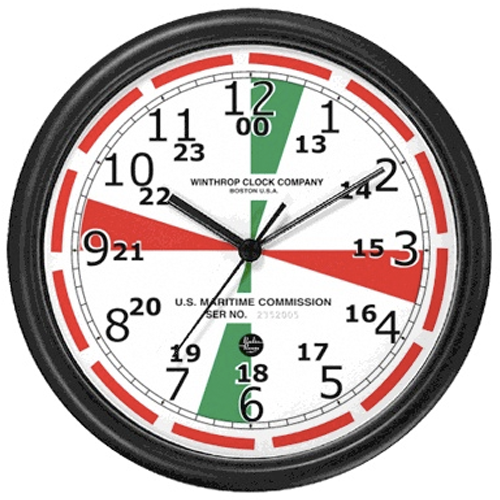
ساعة حائط إذاعية، تُظهر فترات صمت في مجال 500 كيلو هرتز (الأسافين الحمراء)، وفترات صمت في مجال 2182 كيلو هرتز (الأسافين الخضراء)، وأشرطة حمراء وبيضاء متناوبة حول المحيط للمساعدة في الإرسال اليدوي لإشارة سولاس (سولاس: الإتفاقية الدولية لسلامة الأرواح في البحار) ذات الأربع ثوان.

### نداءات الاستغاثة
يمكن استخدام الصمت الراديو في الاتصالات البحرية واتصالات الطيران للسماح بإمكانية الاستماع لنداءات الاستغاثة الضعيفة (انظر ماي داي). وفي الحالة الأخيرة يُمكن لمحطة المراقبة أن تطلب من المحطات الأخرى أن توقف عن الإرسال من خلال الكلمة الإجرائية "Seelonce Seelonce Seelonce" (والتي تُمثل النطق الفرنسي لكلمة «الصمت»). وبمجرد الانتهاء من الحاجة إلى الصمت الإذاعي، ترفع محطة التحكم هذا الصمت عن طريق الكلمة الإجرائية "Seelonce FINI". ويُمثل عدم إطاعة أوامر صمت ماي داي جريمة جنائية خطيرة في معظم البلدان. وفي الملاحة الجوية يُعتبر المكافئ لعبارة Seelonce Mayday هي عبارة «أوقف الإرسال-استغاثة» (بالإنجليزية: "Stop Transmitting - Distress (or Mayday)")‏. كما أن عبارة «انتهاء نقل الاستغاثة» (بالإنجليزية: "Distress traffic ended")‏ هي العبارة المستخدمة عند انتهاء حالة الطوارئ. ومرة أخرى فإن عصيان مثل هذه الأوامر هو أمر بالغ الخطورة ومن ثم فهو جريمة جنائية في معظم البلدان.

### فترات صامتة
سابقا كان يُطلب من محطات الإذاعة البحرية مراقبة الصمت الراديوي على 500 كيلو هرتز (لاسلكي عن بعد) لمدة ثلاث دقائق بين 15 و 18 دقيقة من بداية رأس كل ساعة، وأيضا لمدة ثلاث دقائق بين 45 و 48 دقيقة؛ حتى تمت الاستعاضة عن الإجراء بواسطة النظام العالمي للاستغاثة والسلامة البحرية (1 أغسطس 2013 في الولايات المتحدة) كما طُلب منها مراقبة الصمت الراديوي في النطاق 2182 كيلو هرتز (المهاتفة الراديوية بنطاق جانبي علوي) في الدقائق الثلاث الأولى من كل ساعة (س+00 حتي س+03) وللثلاث دقائق التالية لأسفل الساعة (س+30 حتى س+33).

## الجيش
يتم إصدار أوامر الصمت الإذاعي بشكل عام من قبل الجيش حيث قد يتسبب أي إرسال لاسلكي في الكشف عن مواقع القوات، إما بصوت مسموع من صوت الحديث، أو من خلال كاشف الاتجاه الإذاعي. في السیناریوھات القصوى یمکن أیضاً تطبیق الصمت الإلکتروني («التحكم في الانبعاثات») کدفاع ضد التعدي. كما يتم تطبيق تدابير مضادة أخرى لحماية الأسرار ضد استخبارات الإشارات التابعة للعدو.

## استخدامات أخرى
يمكن استخدام الصمت الإذاعي لأغراض أخرى مثل علم الفلك الراديوي شديد الحساسية. ويمكن أن يحدث الصمت الراديوي أيضًا للمركبة الفضائية التي يتم توجيه الهوائي الخاص بها مؤقتًا بعيدًا عن الأرض لإجراء عمليات مراقبة، أو عدم وجود طاقة كافية لتشغيل جهاز الإرسال اللاسلكي، أو أثناء إعادة الدخول عندما تحجب البلازما الساخنة المحيطة بالمركبة الفضائية إشارات الراديو.

## أمثلة على أوامر الصمت الإذاعي
- ساعد الصمت الإذاعي في إخفاء الهجوم الياباني على بيرل هاربور في الحرب العالمية الثانية.
- في 2 يونيو 1942، أثناء الحرب العالمية الثانية، تم وضع تنبيه جوي مدته تسع دقائق، بما في ذلك في تمام الساعة 9:22 مساءً، تطبيق صمت إذاعي على جميع المحطات الإذاعية من المكسيك إلى كندا.